# Alfabeto gotico
L'alfabeto gotico (𐌰𐌶𐌲𐌰𐌱𐌰𐌹𐍂𐌺𐌰, azgabairka) è un sistema di scrittura alfabetico attribuito da Filostorgio ad Ulfila (conosciuto anche come Wulfila), usato esclusivamente per scrivere l'antica lingua gotica. Prima della sua creazione nel IV secolo, il gotico era probabilmente scritto con l'uso delle rune. Fu usato principalmente da Ulfila per tradurre la Bibbia in gotico.
L'alfabeto è essenzialmente una forma maiuscola dell'alfabeto greco, con alcune lettere aggiuntive per rendere completamente la fonologia gotica: il latino F e G, una lettera runica in modo per distinguere il suono semivocalico /w/ dal suono vocalico /u/, e la lettera ƕair per esprimere il gotico labiovelare.
I nomi delle lettere derivano da quelli delle rune.
Karl Lundinus afferma nelle sue opere che l'alfabeto gotico deriva dall'alfabeto getico (getae).

## Origine
Si pensa che Ulfila abbia consapevolmente scelto di evitare l'uso del più antico alfabeto runico per la sua opera di evangelizzazione, in quanto fortemente connesso con le credenze e le usanze pagane. Inoltre, la scrittura a base greca probabilmente aiutò a integrare la nazione gotica nella cultura ellenica dominante attorno al Mar Nero.

## Le lettere
Sotto vi è una tabella con l'alfabeto gotico. Due lettere usate nella sua traslitterazione non sono usate nell'alfabeto latino: þ (þiuþ, thorn) (che è tuttavia usato nella lingua islandese) e ƕ (hwair). Queste rappresentano rispettivamente i fonemi /θ/ (come l'iniziale dell'inglese thin) e /ʍ/ (o forse /xʷ/, come in alcune realizzazioni dell'inglese what). Sono stati adottati nella traslitterazione per evitare il ricorso a digrammi.
Come nell'alfabeto greco, le lettere erano usate anche come numerali. Quando usate come numerali, le lettere erano generalmente scritte con un puntino o una barra posta sopra. Ci sono due numerali (rappresentanti 90 e 900) senza valore fonetico.
I nomi delle lettere sono registrati in un manoscritto del IX secolo di Alcuino (Codex Vindobonensis 795). Molti di questi sembrano essere forme gotiche di nomi che appaiono anche nei poemi runici. I nomi sono dati nella forma ricostruita delle parole gotiche, seguiti dall'ortografia della loro reale attestazione.
| Lettera | Lettera | Traslitt. | c.f. | Nome                        | IPA     | Valore numerico | Entità XML |
| ------- | ------- | --------- | ---- | --------------------------- | ------- | --------------- | ---------- |
| a       | 𐌰       | a         | Α    | ahsa / aza                  | /a, aː/ | 1               | &#x10330;  |
| b       | 𐌱       | b         | Β    | bairkan / bercna            | /b, β/  | 2               | &#x10331;  |
| g       | 𐌲       | g         | Γ    | giba / geuua                | /ɡ/     | 3               | &#x10332;  |
| d       | 𐌳       | d         | Δ    | dags / daaz                 | /d, ð/  | 4               | &#x10333;  |
| e       | 𐌴       | e         | Ε    | aiƕus / eyz                 | /e, eː/ | 5               | &#x10334;  |
| q       | 𐌵       | q         | Π    | qairþra (qairthra) / qertra | /kʷ/    | 6               | &#x10335;  |
| z       | 𐌶       | z         | Ζ    | ezec                        | /z/     | 7               | &#x10336;  |
| h       | 𐌷       | h         | H    | hagl / haal                 | /h/     | 8               | &#x10337;  |
| þ       | 𐌸       | þ, th     | Θ    | þiuþ (thiuth) / thyth       | /θ/     | 9               | &#x10338;  |
| i       | 𐌹       | i         | Ι    | eis / iiz                   | /i, iː/ | 10              | &#x10339;  |
| i       | 𐌹̈       | i         | Ι    | eis / iiz                   | /i, iː/ | 10              | &#xF62A;   |
| k       | 𐌺       | k         | Κ    | kusma / chozma              | /k/     | 20              | &#x1033A;  |
| l       | 𐌻       | l         | Λ    | lagus / laaz                | /l/     | 30              | &#x1033B;  |
| m       | 𐌼       | m         | Μ    | manna                       | /m/     | 40              | &#x1033C;  |
| n       | 𐌽       | n         | Ν    | nauþs (nauths) / noicz      | /n/     | 50              | &#x1033D;  |
| j       | 𐌾       | j         | ᛃ    | jer / gaar                  | /j/     | 60              | &#x1033E;  |
| u       | 𐌿       | u         | ᚢ    | urus / uraz                 | /u, uː/ | 70              | &#x1033F;  |
| p       | 𐍀       | p         | Π    | pairþra (pairthra) / pertra | /p/     | 80              | &#x10340;  |
| 90      | 𐍁       |           | Ϟ    |                             |         | 90              | &#x10341;  |
| r       | 𐍂       | r         | R    | raida / reda                | /r/     | 100             | &#x10342;  |
| s       | 𐍃       | s         | S    | sauil / sugil               | /s/     | 200             | &#x10343;  |
| t       | 𐍄       | t         | Τ    | teiws / tyz                 | /t/     | 300             | &#x10344;  |
| w       | 𐍅       | w         | Υ    | winja / uuinne              | /w, y/  | 400             | &#x10345;  |
| f       | 𐍆       | f         | F    | faihu / fe                  | /f/     | 500             | &#x10346;  |
| x       | 𐍇       | x         | X    | iggws / enguz               | /kʰ/    | 600             | &#x10347;  |
| hw      | 𐍈       | ƕ, hw     |      | ƕair / uuaer                | /ʍ/     | 700             | &#x10348;  |
| o       | 𐍉       | o         | Ω    | oþal (othal) / utal         | /o, oː/ | 800             | &#x10349;  |
| 900     | 𐍊       |           | Ϡ    |                             |         | 900             | &#x1034a;  |

La maggior parte delle lettere sono rilevate direttamente dall'alfabeto greco, ma alcune lettere sono innovate per esprimere accuratamente la fonologia gotica. Queste sono  j,
 u (espressa in greco da un digramma ου),
 ƕ,
e  q (è interessante che non è derivato dal greco qoppa, che figura meramente come numerale 90 , ma è una variante di  p).  þ, similmente al cirillico Ф, sembra derivato dal greco Φ piuttosto che da Θ.
 r e  s sembrano derivati dall'alfabeto latino piuttosto che dal greco. Ugualmente, la forma di  f è derivata dal latino F piuttosto che dal digamma greco, visto che prende il posto di Φ, non del digamma, nell'ordine alfabetico.
 x è usato solo in nomi propri e prestiti contenenti la X greca (xristus "Cristo", galiugaxristus "ψευδόχριστος", zaxarias "Zaccaria", aivxaristia "eucaristia").
Riguardo ai valori numerici delle lettere, molti corrispondono a quelli dei numerali greci.  q prende il posto di digamma (6);  j prende il posto di ξ (60),  u che di ο (70)  ƕ che di ψ (700).

## Diacritici e punteggiatura
I diacritici e la punteggiatura usati nel Codex Argenteus includono due punti posti sulla  i, traslitterata come ï, in generale applicati per esprimere una dieresi, l'interpunto (·) e i due punti (:) così come delle linee superiori per indicare abbreviazioni scribali (come xaus per xristaus).

## Codificazione dei caratteri
L'alfabeto gotico è stato aggiunto allo standard Unicode nel marzo 2001, con il rilascio della versione 3.1.
Il blocco Unicode per l'alfabeto Gotico è U + 10330-U + 1034F nel Piano Multilingue Supplementare. Poiché il software più vecchio che utilizza UCS-2 (il predecessore di UTF-16 ) presuppone che tutti i codepoint Unicode possano essere espressi come numeri a 16 bit (U + FFFF o inferiore, il piano multilingue di base ), si possono incontrare problemi usando l'alfabeto gotico Unicode gamma e altri al di fuori del piano multilingue di base.